# Ioana Tudoran
Ioana Tudoran (* 3. August 1948 in Otopeni) ist eine ehemalige rumänische Ruderin. Sie gewann 1976 eine olympische Bronzemedaille, 1974 war sie Weltmeisterschaftszweite und von 1968 bis 1971 erhielt sie bei Europameisterschaften drei Goldmedaillen und eine Silbermedaille.

## Sportliche Karriere
Die 1,75 m große Ioana Tudoran von Dinamo Bukarest gewann ihren ersten Europameistertitel bei den Europameisterschaften 1968 in Ost-Berlin. Der rumänische Doppelvierer mit Ioana Tudoran, Mitana Botez, Maria Hublea, Ileana Nemeth und Steuerfrau Stefania Borisov gewann den Titel vor den Booten aus der DDR und der Sowjetunion. Im Jahr darauf siegte das Boot aus der Sowjetunion bei den Europameisterschaften in Klagenfurt vor den Rumäninnen, die mit Ioana Tudoran, Mitana Botez, Doina Bardas, Ileana Nemeth und Stefania Borisov antraten. 1970 bei den Europameisterschaften in Tata siegten Ioana Tudoran, Mitana Botez, Elisabeta Lazăr, Ileana Nemeth, Stefania Borisov vor dem sowjetischen Doppelvierer. Tudoran, Botez, Lazăr, Bardas und Stefania Gurau-(Borisov) bildeten die Crew beim Titelgewinn 1971 in Kopenhagen.
1973 trat Ioana Tudoran bei den Europameisterschaften in Moskau im Einer an, belegte aber lediglich den elften Platz. Bei den Weltmeisterschaften 1974 in Luzern standen erstmals Frauenwettbewerbe auf dem Programm der Weltmeisterschaften. Der rumänische Doppelvierer mit Ioana Tudoran, Elisabeta Lazăr, Doina Bardas, Teodora Boicu und Steuerfrau Elena Giurcă gewann Silber hinter dem Boot aus der DDR. Bei den Weltmeisterschaften 1975 in Nottingham belegten Ioana Tudoran, Ghergian Preda, Felicia Afrăsiloaie, Elisabeta Lazăr und Elena Giurcă den sechsten Platz. 
Bei den Olympischen Spielen 1976 in Montreal standen erstmals Wettbewerbe im Frauenrudern auf dem Programm. Der rumänische Doppelvierer mit Ioana Tudoran, Maria Micșa, Felicia Afrăsiloaie, Elisabeta Lazăr und Elena Giurcă belegte im Vorlauf den zweiten Platz hinter dem Boot aus der Sowjetunion. Mit einem Sieg im Hoffnungslauf qualifizierten sich die Rumäninnen für das Finale. Das Finale gewann das Boot aus der DDR mit zweieinhalb Sekunden Vorsprung vor der sowjetischen Crew, 0,27 Sekunden dahinter erruderten die Rumäninnen die Bronzemedaille.